# Sæberht essexi király
Sæberht, más írásmóddal Saberht vagy Sebert (angolszászul: SÆBRYHT SLEDDING ESTSEAXANA CYNING), († 616), Essex első keresztény királya 604–616 között.
Sledda király fia, apját követte a trónon. Nagybátyja, I. Æthelberht kenti király hűbéreseként uralkodott, s annak keresztény hitre térése után keresztelkedett meg maga is. Egy később keletkezett és vitatott hitelességű legenda szerint Londonban, Essex székvárosában ő alapította a Westminsteri apátságot. Halála után fiai követték a trónon; ők pogányok voltak, így a keleti szászok is visszatértek a pogány hitre.